# Allein gegen die Unterwelt (1994)
Allein gegen die Unterwelt (Originaltitel: Getting Gotti) ist ein US-amerikanischer, auf wahren Begebenheiten beruhender Kriminalfilm aus dem Jahr 1994.

## Handlung
Die neue stellvertretende Bezirksstaatsanwältin Diane Giacalone ist fest entschlossen, den Mafiaboss John Gotti und seinen Gambino-Clan strafrechtlich belangen zu können. Sieben Jahre vergehen, bis ihre Bemühungen gegen den New Yorker Verbrecherboss in einem denkwürdigen und kontroversen Prozess gipfeln.

## Hintergrund
Am 10. Mai 1994 wurde der von The Kushner-Locke Company und Medallion Film Laboratories produzierte Film in den Vereinigten Staaten beim Sender CBS ausgestrahlt, zu dem die Dreharbeiten in Toronto stattfanden.
In Deutschland wurde der Film erstmals am 17. März 1995 bei RTL ausgestrahlt. Die deutsche Synchronisation entstand unter der Dialogregie von Holger Schwiers durch die Synchronfirma Neue Tonfilm München.